# Wyłącznik sieciowy kompaktowy
Wyłącznik sieciowy kompaktowy – wyłącznik kompaktowy wyposażony w nastawialne lub nienastawialne wyzwalacze przeciążeniowe termobimetalowe i zwarciowe elektromagnetyczne lub też nastawialne przekaźniki mikroprocesorowe nadprądowe i ewentualnie różnicowoprądowe oraz w różne wyzwalacze napięciowe. Pod względem wyposażenia i możliwości użytkowych wyłączniki te stanowią stadium pośrednie pomiędzy wyłącznikami instalacyjnymi i wyłącznikami stacyjnymi. Wyłączniki o małym prądzie znamionowym są bliższe tych pierwszych, wyłączniki o dużym prądzie znamionowym są bliższe tych drugich.
Budowane są najczęściej na prądy znamionowe w granicach 63–1400 A, oraz znamionowe prądy wyłączalne {\displaystyle (I_{c})} 16–100 kA.